# BigCommerce
BigCommerce（ビッグ・コマース）は、小売業者に顧客グループとセグメンテーション、検索エンジン最適化（SEO）、WebホスティングなどのSaaSを提供するeコマースプラットフォーム。

## 概要
BigCommerceは、2003年にオンラインチャットルームで偶然出会ったオーストラリア人のEddie MachaalaniとMitchell Harperによって、2009年にオーストラリアシドニーで設立された。2022年7月現在、オフィスはテキサス州オースティンにある。
BigCommerceは、2011年7月31日、General Catalyst PartnersからのシリーズA資金調達で1500万ドルを閉鎖するまで、100％ブートストラップされた。
2020年7月、BigCommerceはIPOを申請し、2020年8月5日に公開された。